# اکوبین
اکوبین (به انگلیسی: Aucubin) با فرمول شیمیایی C۱۵H۲۲O۹ یک ترکیب شیمیایی با شناسه پاب‌کم ۹۱۴۵۸ است. که جرم مولی آن ۳۴۶٫۳۲۹۷۸ g/mol می‌باشد. 